# 160er
Portal Geschichte | Portal Biografien | Aktuelle Ereignisse | Jahreskalender | Tagesartikel

◄ |
1. Jh. |
2. Jahrhundert
| 3. Jh. | ►

◄ |
130er |
140er |
150er |
160er
| 170er | 180er | 190er | ►

160 |
161 |
162 |
163 |
164 |
165 |
166 |
167 |
168 |
169

## Ereignisse
- 165: Die Antoninische Pest wütet im Römischen Reich.
- 165: Justin der Märtyrer wird hingerichtet.
- 166: Eine Gesandtschaft des römischen Kaisers Mark Aurel spricht beim Kaiser von China vor.
- 166: Die Markomannen, Quaden, Langobarden, Vandalen, Jazygen und weitere Stämme fallen in die römische Provinz Pannonien ein und lösen damit die Markomannenkriege (bis 180) aus.